# Veliki Crljeni
Veliki Crljeni (em cirílico:Велики Црљени) é uma vila da Sérvia localizada no município de Lazarevac, pertencente ao distrito de Belgrado, na região de Kolubara. Possuía uma população de 4548 habitantes segundo o censo de 2009.

## Demografia
| 1948  | 1953  | 1961  | 1971  | 1981  | 1991  | 2002  |
| ----- | ----- | ----- | ----- | ----- | ----- | ----- |
| 2 296 | 2 687 | 4 227 | 3 861 | 4 252 | 4 668 | 4 580 |